# 王室
王室或皇室，在東亞地區也称為宗室，是指在君主制国家运用權力进行统治的皇族集团。一般代表家族中的不同輩份的成員以及一些旁系分支，通常有血緣關係，但並非必然。不同国家的王室之间常见政治联姻。皇室不一定只在一家一地，並且有很多旁系。同一個皇室中不同房的成員可能統治不同的國家。欧洲地区，同一皇室的后代可能使用不同名称。

## 皇室和王室的區分
帝國的君主稱「皇帝」、「女皇」，其統治家族稱皇室、皇族。王國的君主稱「國王」或「女王」，其統治家族稱王室、王族。大公國、公國、親王國的統治家族亦稱作王室。
現代華語地區之漢語翻譯或文學常混稱兩者，造成許多讀者誤解兩者相同。

## 現今的皇室和王室
現在絕大多數施行君主制的國家採用君主立憲制度，君主僅是名義上的國家元首，並無實權，政治實權多半由首相或總理行使之。全球近兩百個國家中共有27個國家仍保留有皇室（或王室），其中：
亞洲（13）
- 日本：日本皇室
- 泰国：扎克里王朝
- 柬埔寨：諾羅敦王朝、西索瓦王朝
- 汶萊：博爾基亞王朝
- 不丹：旺楚克王朝
- 巴林：阿勒哈利法王朝
- 约旦：哈希姆王朝
- 卡達：阿勒萨尼王朝
- 科威特：薩巴赫王朝
- 阿曼：阿勒赛义德王朝
- 沙烏地阿拉伯：沙特王朝
- 馬來西亞：柔佛、玻璃市、霹靂、雪蘭莪、吉打、森美蘭、登嘉樓、吉蘭丹、彭亨，共9州蘇丹王室。最高元首是通過9州蘇丹秘密投票選出、由9州蘇丹輪流擔任，每任為期5年。
- 阿拉伯聯合大公國： 阿布達比，其佔全國85%的土地、杜拜、夏爾迦、阿吉曼、歐姆古溫、拉斯海瑪、富吉拉，共7個大公國。總統是通過聯邦最高委員會投票選出、阿布達比的謝赫擔任，每任為期5年。

歐洲（10）
- 英國：温莎王朝（韦廷王朝后裔，萨克森-科堡-哥达系）
- 荷兰：奥伦治-拿骚王朝（拿索王朝後裔）
- 比利时：韦廷王朝（萨克森-科堡-哥达系）
- 卢森堡：拿骚-魏尔堡王朝（拿索王朝後裔）
- 西班牙：西班牙波旁王朝
- 丹麦：石勒苏益格-荷尔斯泰因-松德堡-格吕克斯堡王朝（奥尔登堡王朝的支系）
- 列支敦士登：列支敦士登王朝
- 摩纳哥：格里马尔迪王朝
- 挪威：石勒苏益格-荷尔斯泰因-松德堡-格吕克斯堡王朝（奥尔登堡王朝的支系）
- 瑞典：伯納多特王朝

非洲（3）
- 摩洛哥：阿拉维王朝
- 賴索托：莫舒舒王朝
- 史瓦帝尼：德拉米尼王朝

大洋洲（1）
- 汤加：图普王朝

## 被废黜或绝嗣的皇室和王室
以下的大部分国家經社會制度改變，或政治上的革命或戰爭影響，已成为共和国或实行部分共和制。
亞洲
- 中国
  - 秦朝皇室：嬴姓趙氏
  - 漢朝皇室：劉氏
  - 晉朝皇室：司马氏
  - 隋朝皇室：杨氏
  - 唐朝皇室：李氏
  - 宋朝皇室：趙氏
  - 元朝皇室：孛儿只斤氏
  - 明朝皇室：朱氏
  - 清朝皇室：爱新觉罗氏
- 蒙古：蒙古帝國
- 琉球國：第一尚氏、第二尚氏
- 朝鮮：新罗金氏、王氏高丽王室、李氏朝鮮王室
- 越南：李朝、陈朝、胡朝、后黎朝（鄭主、阮主）、莫朝、西山朝、阮朝
- 尼泊尔：沙阿王朝
- 以色列：大衛王朝、拜特·沙洛姆王朝、哈斯蒙尼王朝
- 阿富汗：杜兰尼王朝、巴拉克宰王朝
- 奥斯曼帝国（土耳其）：奥斯曼王朝
- 伊朗（波斯）：巴勒维王朝，卡扎爾王朝
- 伊拉克：哈希姆王室
- 也门：阿里-哈斯木家族（英语：al-Qasimi）
- 格鲁吉亚：巴格拉季昂王朝
- 亚美尼亚：巴格拉提德王朝
- 马来西亚：砂拉越布鲁克王朝
- 斯里兰卡：刹帝利（太阳王朝、月亮王朝）
- 马尔代夫：呼拉王朝（英语：Huraa dynasty）

歐洲
- 英联邦王国：汉诺威王室（韦尔夫家族、埃斯特家族的分支）
- 奥地利：哈布斯堡皇室
- 法国：卡佩王朝及其支系瓦卢瓦王朝、波旁王朝，波拿巴王朝
- 德意志帝国：霍亨索伦王朝（普鲁士系）
- 希腊：石勒苏益格-荷尔斯泰因-松德堡-格吕克斯堡王朝（奥尔登堡王朝的支系）
- 匈牙利：哈布斯堡王朝
- 意大利王國 ：萨伏依王朝
- 葡萄牙：布拉冈萨王室（卡佩王室庶出系）
- 普鲁士：见德意志帝國
- 利佩：利珀親王国
- 绍姆堡-利佩：利珀親王国
- 梅克伦堡-施威林：梅克伦堡家族
- 梅克伦堡-斯特列利茨：梅克伦堡家族
- 米兰多拉：皮科·德拉·米兰多拉家族
- 蒙费拉托：貢薩加王朝
- 那不勒斯王国：波旁王朝
- 奥尔登堡：奥尔登堡王朝
- 莱茵河领地：維特尔斯巴赫王朝
- 布塞托：帕拉维奇诺家族
- 帕尔玛、皮亚琴察和瓜斯塔拉：法尔内塞家族；之后的波旁王室（卡佩王室系）
- 费拉拉、摩德纳、雷焦：埃斯特家族，奥地利-埃斯特家族（哈布斯堡-洛林王朝的分支）
- 黑森-达姆施塔特：洛林-布拉班特王朝
- 萨克森：韦廷王室
- 石勒苏益格-荷尔斯泰因：什勒斯维希-霍尔斯坦-宗德堡-奥古斯腾堡王朝（英语：Schleswig-Holstein-Sonderburg-Augustenburg）（奥尔登堡王朝的分支）
- 托斯卡纳：美第奇家族，哈布斯堡-洛林王朝
- 安哈尔特-德绍：阿斯坎尼家族
- 安哈尔特-科滕：阿斯坎尼家族
- 安哈尔特-策布斯特：阿斯坎尼家族
- 巴登：哲林根王朝
- 巴伐利亚：維特尔斯巴赫王朝
- 不伦瑞克-吕讷堡公国：汉诺威王室（韦尔夫家族、埃斯特家族的分支）
- 西西里王国：霍亨斯陶芬王朝；波旁王朝（卡佩王朝一系）
- 保加利亚：韦廷王朝（萨克森-科堡-哥达王朝）
- 波希米亚王国：哈布斯堡王室
- 塞尔维亚和南斯拉夫王国：卡拉喬爾傑維奇王朝和奧布雷諾維奇
- 黑山：彼得罗维奇王朝
- 罗马尼亚：霍亨索倫-錫格馬林根王朝（霍亨索伦王朝的支系）
- 俄罗斯帝国：霍爾斯坦-戈托普-羅曼諾夫王朝（奥尔登堡朝的支系）
- 阿尔巴尼亚：索古王室

美洲
- 巴西帝国：布拉干萨王朝（波旁王朝支系）
- 夏威夷：卡瓦纳纳科阿王室
- 墨西哥：伊图尔维德王朝，哈布斯堡-洛林王朝

非洲
- 利比亚：塞努西教团
- 埃塞俄比亚：所罗门王朝
- 奈及利亞：奈及利亞傳統統治者（英语：Nigerian traditional rulers）
- 南非：祖魯王朝
- 津巴布韦：马拿莫大巴帝国（此世系存于南非的几个王国和酋长部落）